# Chelonus ocellatus
Chelonus ocellatus är en stekelart som beskrevs av Alexeev 1971. Chelonus ocellatus ingår i släktet Chelonus och familjen bracksteklar. Inga underarter finns listade i Catalogue of Life.